# Agama himalajska
Agama himalajska (Paralaudakia himalayana) – gatunek gada z rodziny agamowatych (Agamidae).

## Taksonomia
Gatunek ten opisany został w 1867 roku przez Franza Steindachnera jako Stellio himalayanus. M.A. Smith w 1935 roku umieścił go w rodzaju Agama, a J. R. Macey i współpracownicy przenieśli go w 2000 roku do rodzaju Laudakia. W 2012 roku umieszczony został w rodzaju Paralaudakia przez K.J. Baiga i innych.

## Występowanie
Himalaje od Tadżykistanu po Tybet.
Występuje w górach do wysokości ponad 4000 m n.p.m. Żyje wśród skał i osuwisk. Zimuje w szczelinach skalnych.

## Cechy morfologiczne
Osiąga do 24 cm długości. Głowa, tułów oraz nasada ogona silnie spłaszczone. Łuski na grzbiecie płaskie lub słabo wypukłe, 5- lub 6-kątne. Łuski na tylnych nogach i ogonie zakończone niewielkimi kolcami; te na ogonie układają się w regularne pierścienie.
Grzbiet oliwkowy lub szarozielony, na bokach tułowia jasne plamki układające się w podłużne rzędy. U samców głowa może być jasnożółta, a boki szyi pomarańczowe.

## Odżywianie
Żywi się stawonogami oraz częściami roślin, w tym liśćmi, kwiatami, owocami i nasionami.

## Rozród
Samica składa w lipcu lub sierpniu 6 jaj o długości 19–22 mm.